# Navajún
Navajún és un municipi de la Rioja, a la regió de la Rioja Baixa. És conegut mundialment per les mines de pirita, que s'exploten com a minerals ornamentals. Es poden trobar exemplars de pirita de Navajún en qualsevol lloc del món inclòs, per exemple, el Museu Nacional d'Història Natural de Londres.

## Història
El nom del poble prové possiblement del terme preromà nava, que en euskera vol dir amplària, en relació que el seu terme municipal té igual distància de nord a sud que d'est a oest. El primer esment del seu nom apareix en 1381, amb motiu de les donacions d'Enric II de Trastámara en favor del cavaller navarrès Juan Ramírez de Arellano pel donar-li suport en la lluita contra Pere I el Cruel.
Va pertànyer a la província de Sòria fins a la creació de la de Logronyo en 1833.

## Comunicacions
Navajún pertany a la Mancomunitat Alhama-Linares, i és un dels pobles més meridionals de la Rioja Baixa. S'accedeix bé per la N-113 o per la N-232 a partir de la LR-123, per la LR-284, i finalment per la LR-490, que la uneix amb la localitat veïna de Valdemadera.